# مردان خوب مشکی می‌پوشند
مردان خوب مشکی می‌پوشند (به انگلیسی: Good Guys Wear Black) یک فیلم اکشن و رزمی آمریکایی محصول سال ۱۹۷۸ با بازی چاک نوریس و کارگردانی تد پست است.
این دومین فیلمی بود که چاک نوریس در آن به عنوان ستاره و قهرمان فیلم حضور دارد.

## بازیگران
| بازیگر          | نقش                  |
| --------------- | -------------------- |
| چاک نوریس       | سرگرد جان تی. بوکر   |
| آن آرچر         | مارگارت              |
| جیمز فرنسیسکس   | کنراد مورگان         |
| لوید هینز       | موری ساندرز          |
| دانا اندروز     | ادگار هارولدز        |
| جیم بکوس        | آلبرت                |
| لارنس پی. کیسی  | مایک پاتر            |
| آنتونی مانوینو  | گوردی جونز           |
| سون-تک اوه      | مهربان مین ون تیو    |
| جو بنت          | لو گلدبرگ            |
| جری داگلاس      | جو واکر              |
| پشته پیرس       | هالی واشینگتن        |
| مایکل پین       | میچ                  |
| دیوید استاروالت | استیگل               |
| آرون نوریس      | آل                   |
| دون پیک         | هنک                  |
| بنیامین جی پری  | فینی                 |
| کتی مک کالن     | کلی                  |
| مایکل استارک    | پیتمن                |
| جیمز بیکن       | سناتور               |
| هاتسوو اودا     | مرد کفاشی            |
| ویرجینیا بال    | خانم مین ون تیو      |
| وایولا هریس     | نماینده بلیط هواپیما |
| جکی رابینز      | بانوی چاق            |
| پت ایی. جانسون  | نماینده سیا          |
| وارن اسمیت      | جیمز                 |
|                 |                      |

فیلمبرداری این فیلم از مه ۱۹۷۷ آغاز شد.